# Nepeta sphaciotica
Nepeta sphaciotica ist eine Pflanzenart aus der Familie der Lippenblütler (Lamiaceae).

## Merkmale
Nepeta sphaciotica ist ein Halbstrauch, der Wuchshöhen von 5 bis 20 Zentimeter erreicht. Die Pflanze ist klebrig-drüsig, zottig-filzig und mit 0,75 Millimeter langen, abstehenden Haaren bedeckt. Die Blätter sind herz-eiförmig, gekerbt, graugrün und 13 bis 20 Millimeter groß. Der Blütenstand ist fast kopfig und 20 bis 30 Millimeter groß. Der Kelch ist 7 bis 9 Millimeter groß. Die Kelchröhre ist gerade. Die oberen Kelchzähne sind nicht länger als die unteren. Die Krone ist weiß.
Die Blütezeit reicht von August bis September.
Die Chromosomenzahl beträgt 2n = 16.

## Vorkommen
Nepeta sphaciotica ist auf Kreta in der Präfektur Chania endemisch. Die Art kommt auf Felshängen und Schuttfluren auf Kalk vor.